# 柳川市消防本部
柳川市消防本部（やながわししょうぼうほんぶ）は、福岡県柳川市の消防部局（消防本部）。管轄区域は柳川市全域。

## 概要
出典による。
- 消防本部：柳川市本城町4番地2号
- 管内面積：77.15km2
- 消防署1カ所、出張所1カ所
- 配置車両
  - 消防ポンプ車:1(消防署2, 東部1)
  - 水槽付消防ポンプ車:3(消防署2, 東部1)
  - 救助工作車:1
  - 高規格救急車:4(消防署3, 東部1)
  - 機材搬送車:1
  - 指揮車:1
  - 災害連絡車:1
  - 広報車:4(消防本部3, 東部1)
  - 庶務車:2

筑後地域消防通信指令事務協議会に参加しており、指令業務は久留米市にある筑後地域消防指令センターより受けるほか、近隣市町村への応援出動を行う。
柳川市内にはクリークが張り巡らされており、これを消防水利に活用することがある。

## 沿革
出典による。
- 1964年（昭和39年）
  - 12月 - 柳川市消防本部設置
- 1965年（昭和40年）3月 - 柳川市消防署設置
- 1968年]4月 - 柳川市に山門郡三橋町、大和町を加えて柳川市、三橋町、大和町消防厚生事業組合設置
- 1969年（昭和44年）9月 - 大和町分遣所設置
- 1971年（昭和46年）3月 - 三橋町分遣所設置
- 2005年3月 - 山門郡三橋町、大和町との合併により柳川市、三橋町、大和町消防厚生事業組合を解散し柳川市消防本部に戻す。
- 2006年（平成18年）4月 - 分遣所を廃止し、東部出張所設置。
- 2016年（平成28年）4月 - 筑後地域消防指令センター稼働に際し、通信指令業務を同センターに移管。

## 組織
- 本部－総務課、警防課、予防課、東部出張所
- 消防署ー中隊長（警防課長、東部出張所長）

## 消防署
| 消防署       | 住所         | 分遣所           |
| ------------ | ------------ | ---------------- |
| 柳川市消防署 | 本城町4番地2 | 東:大和町六合185 |